# Signoria de Florença
Signoria era governo da República Florentina, na Florença medieval, na Itália, no período da Renascença. Seus nove membros, chamados Priori, eram escolhidos entre os membros mais conceituados das associações de comerciantes, trabalhadores e artesãos da cidade. Os nove compunham a Gonfaloniere di Giustizia.

## Seleção

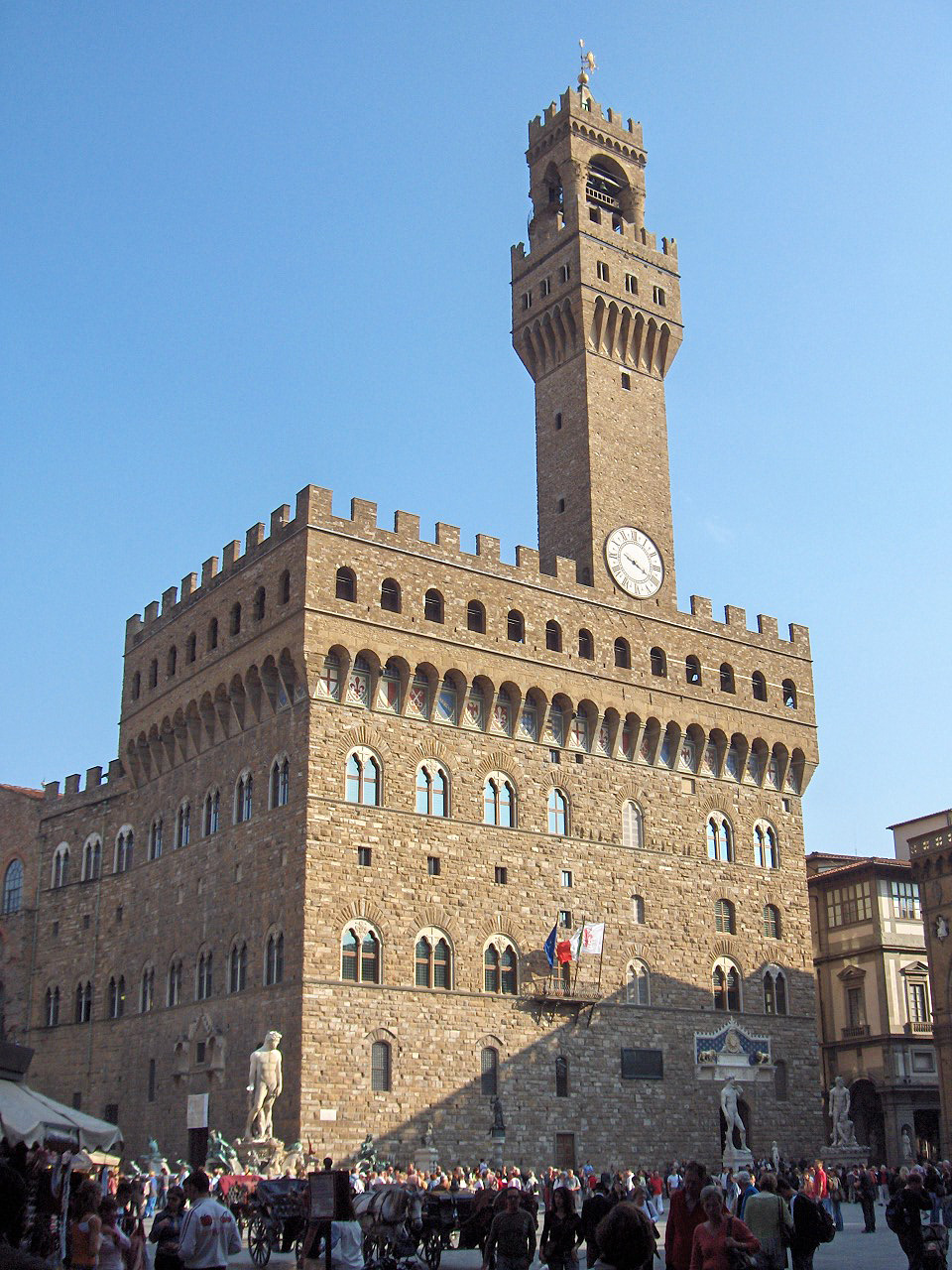
Palazzo Vecchio ou Palazzo della Signoria, na Piazza della Signoria

Os nomes destes cidadãos pretendentes ao cargo, todos com mais de trinta anos e do sexo masculino, eram colocados em oito bolsas de couro, chamadas borse. A cada dois meses elas eram retiradas da Basilica di Santa Croce, onde ficavam guardadas, e numa curta cerimônia, um nome era retirado aleatoriamente. Apenas cidadãos que não tivessem dívidas, não tivessem ocupado um dos cargos recentemente e não tivessem relação de parentesco com os atuais integrantes da Signoria, poderiam ser eleitos.

## Mandato
Imediatamente após eleitos, os nove homens se dirigiam ao Palazzo della Signoria, onde ficariam pelos dois meses de seu mandato. Recebiam um modesto salário para cobrir suas despesas durante os dois meses de mandato. Os Priori usavam casacos de carmesim com bordas e mangas feitas de arminho.
Em suas funções administrativas, a Signoria consultava dois outros conselhos eleitos, conhecidos como Collegi. O primeiro deles era o Dodici Buonomini, composto de doze membros e o segundo, Sedici Gonfaloniere, com dezesseis. Outros conselhos populares não-fixos, eram eleitos conforme as necessidades da cidade no momento.
Um dos integrantes da Signoria de Florença foi Francesco del Giocondo, marido de Lisa Gherardini ou Lisa del Giocondo, eternizada pelo quadro Mona Lisa.